# Peccati - I sette vizi capitali
Peccati - I sette vizi capitali è stato un programma televisivo italiano condotto dalla giornalista Monica Setta e trasmesso su Rai 2 in seconda serata il giovedì per sette puntate dal 15 aprile al 27 maggio 2010

## Puntate

### Prima edizione
- Lussuria - 15/04/2010 (Ascolti 825.000, share all'11,10%)
- Ira - 22/04/2010 (Ascolti 539.000, share al 7,94%)
- Invidia - 29/04/2010 (Ascolti 704.000, share al 10,56%)
- Superbia - 05/05/2010 (Ascolti 830.000, share al 12,40%)
- Gola - 13/05/2010 (Ascolti 875.000, share al 12,15%)
- Avarizia - 20/05/2010 (Ascolti 667.000, share al 10,03%)
- Accidia - 27/05/2010 (Ascolti 546.000, share all'8,05%)